# Misión de Naciones Unidas para el referéndum en el Sahara Occidental
La  Misión de las Naciones Unidas para el referéndum en el Sahara Occidental (Minurso) es una misión de pacificación de las Naciones Unidas, establecida en 1991 para observar el alto el fuego entre el Frente Polisario y el Reino de Marruecos y organizar un referéndum que determine el futuro estatus del territorio del Sahara Occidental a través del derecho de autodeterminación, con base en el censo español de 1974.  Desde 1991 se ha producido la renovación periódica del mandato.
En 2011 durante la discusión por su renovación varios países del Consejo de Seguridad de Naciones Unidas pidieron que ampliará su mandato para velar por los derechos humanos.

## Responsables de la misión
Desde diciembre de 2017 el representante especial del secretario general para el Sáhara Occidental y jefe de la MINURSO es el diplomático canadiense Colin Stewart que sucedió a Kim Bolduc quien completó su mandato el 22 de noviembre de 2017. 
Desde mayo de 2019 el puesto de Enviado Especial del secretario general para el Sahara Occidental está vacante desde la dimisión por motivos de salud del expresidente alemán Horst Köhler  quien a su vez en octubre de 2017 sustituyó al estadounidense Christopher Ross tras ocho años en el cargo.

### Composición actual
A fecha de marzo de 2018 el total del personal desplazado de la MINURSO es de 470 personas entre las que se encuentran 245 como personal militar.
Los principales contribuyentes en tropas son:  Bangladés (27),  Egipto (17),  Pakistán (14),  Rusia (14),  Honduras (13),  China (12),  Brasil (10),  Croacia (7),  Hungría (7) y  Nepal (7).
Máximos responsables:
- Representante Especial del Secretario General y Jefe de Misión: Colin Stewart ( Canadá)
- Comandante de la Fuerza: Zia Ur Rehman  ( Pakistán)
- Jefa de apoyo de la Misión: Veneranda Mukandoli-Jefferson ( Ruanda)
- Consejero político y jefe de personal: Alexander Ivanko ( Rusia)
- Jefe de la Oficina de Enlace, Tindouf: Yusef Jedian ( Palestina)

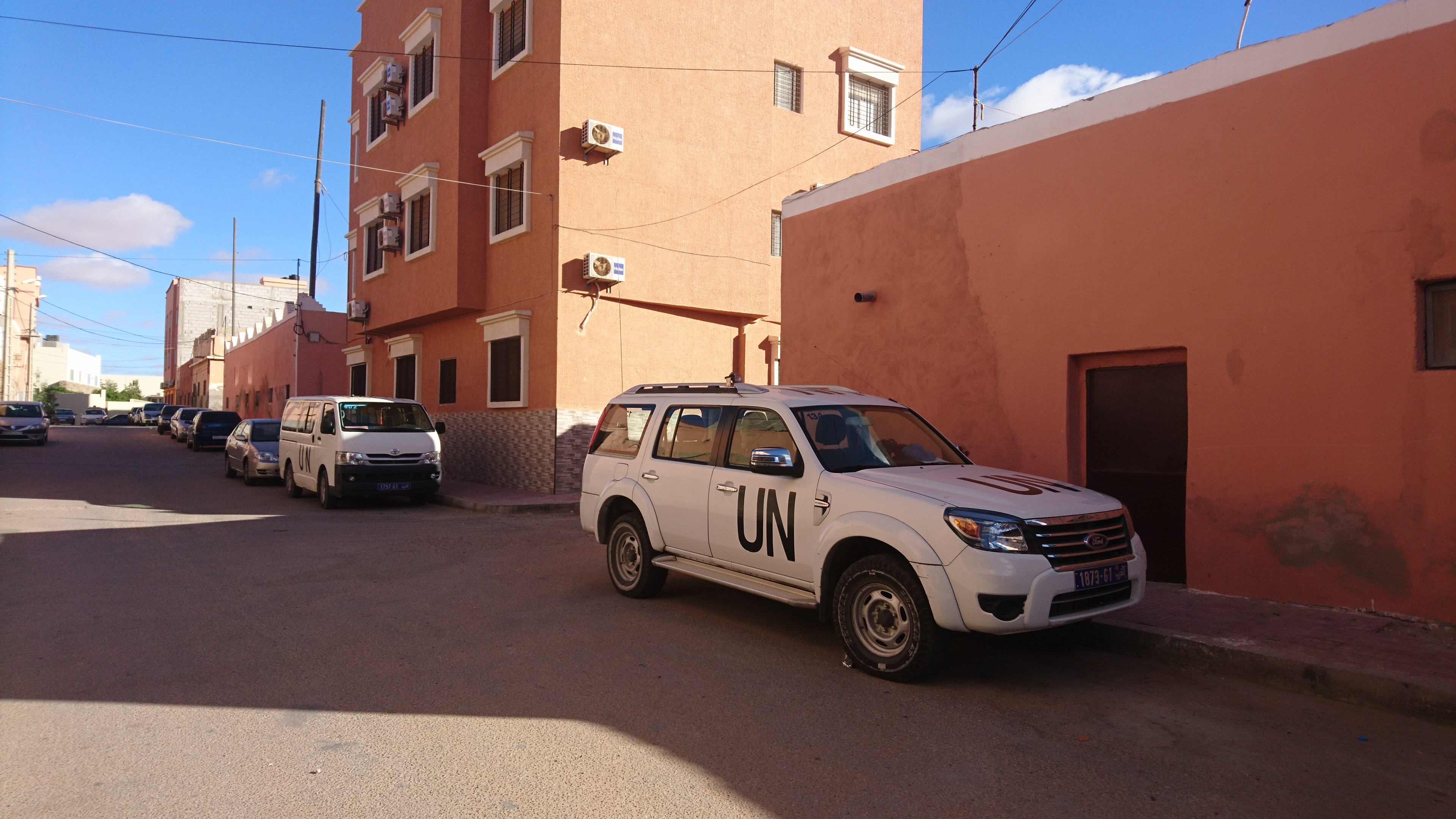
MINURSO en El Aaiun.

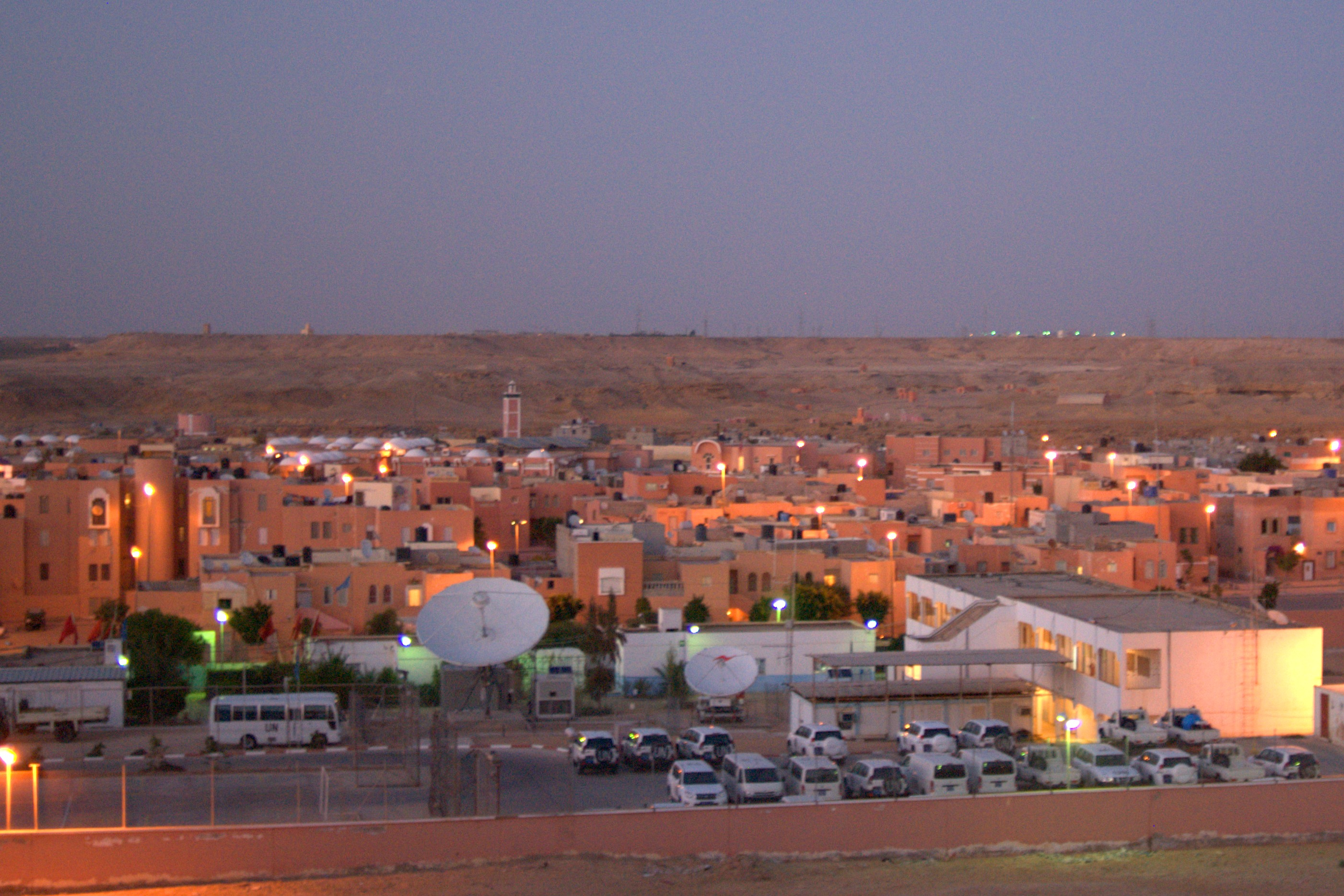
Cuartel general de la MINURSO en El Aaiun, junio de 2012